# スプートニク・ショック

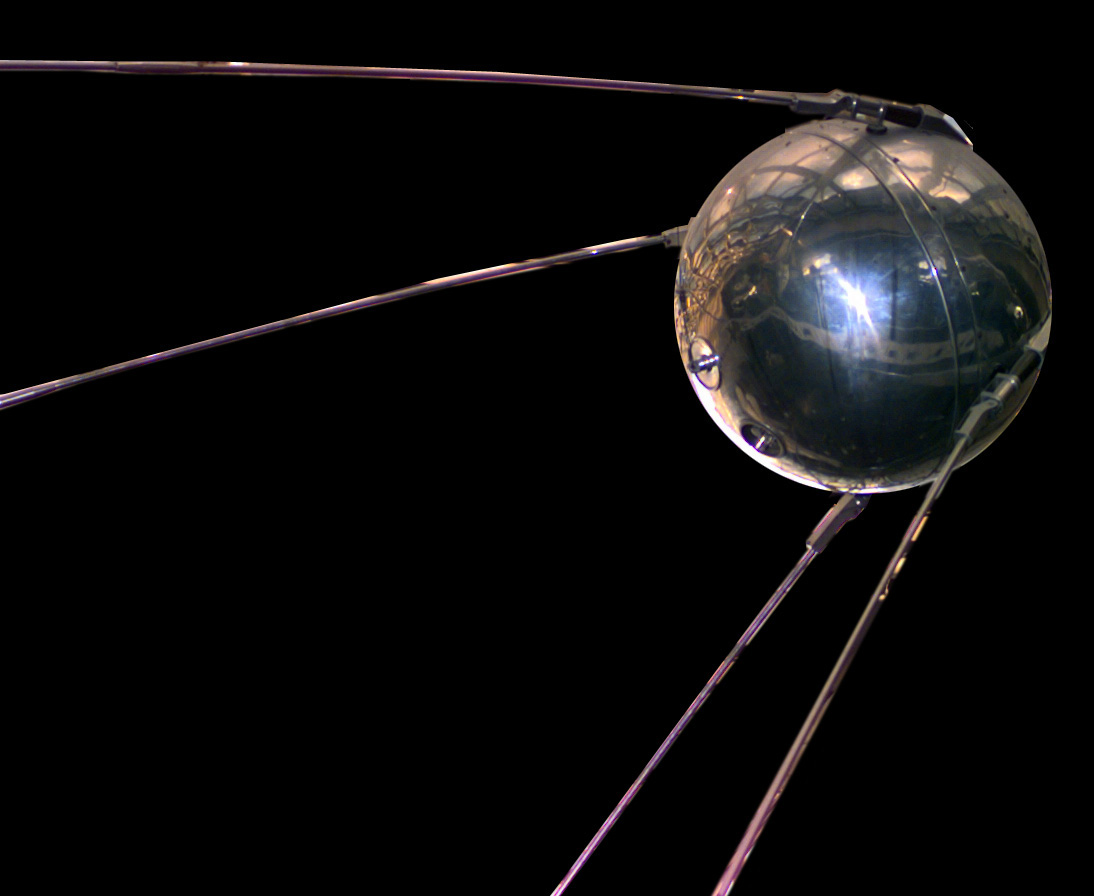
スプートニク1号のレプリカ

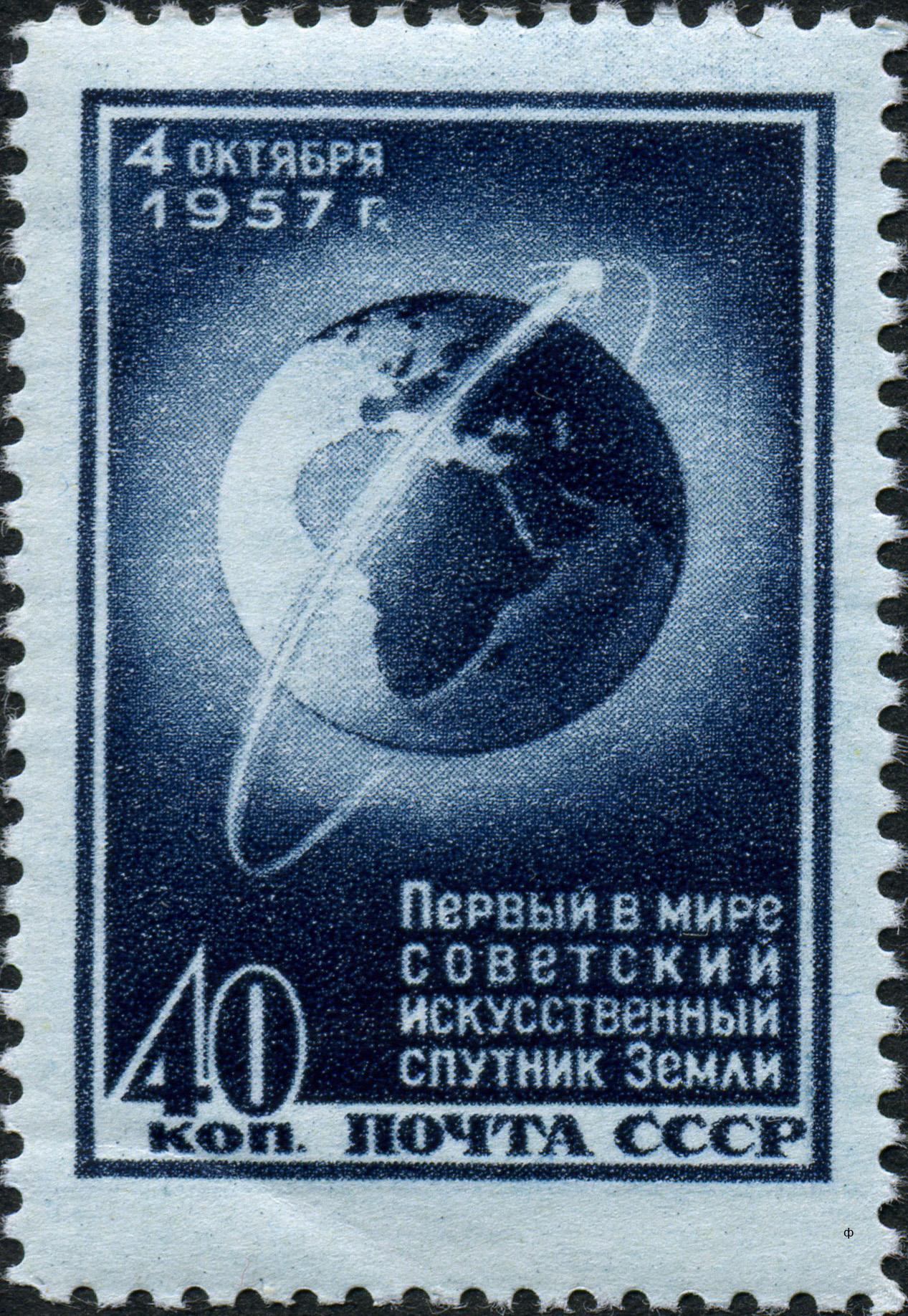
スプートニク打ち上げ成功を記念して発行された40カペイカ切手（ソ連）

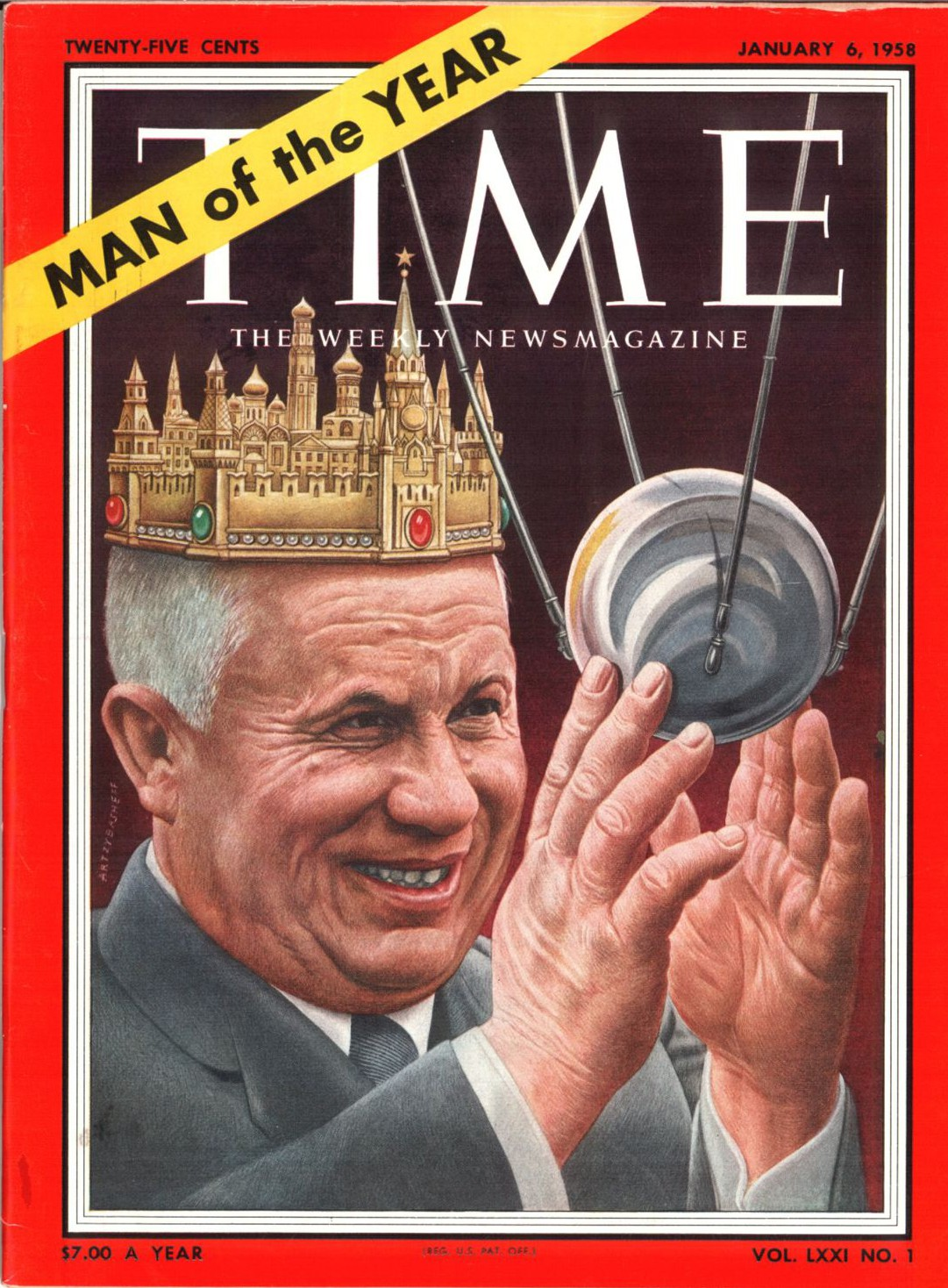
スプートニク・ショックで1957年のパーソン・オブ・ザ・イヤーに選ばれたソ連の指導者ニキータ・フルシチョフ

スプートニク・ショック（英語: Sputnik crisis）とは、1957年10月4日のソ連による人類初の人工衛星「スプートニク1号」の打ち上げ成功の報により、アメリカ合衆国を始めとする西側諸国の政府や社会が受けた衝撃感、さらに危機意識を指す。

## 概要
スプートニク計画以前、アメリカは自国を「宇宙開発のリーダーであり、それゆえミサイル開発のリーダーでもある」と信じていた。しかし、スプートニク1号成功の突然のニュースと、それに対抗したアメリカ合衆国連邦政府の人工衛星計画「ヴァンガード計画」の失敗は、アメリカの自信を覆し、全米をパニックに陥れた。
この時期、ソ連が戦略弾道ミサイル搭載潜水艦をアメリカに先駆けて配備し、大陸間弾道ミサイル開発でも先行するなど、軍事技術でアメリカが圧倒される出来事が相次いでいた。スプートニク・ショックを受けて、ソ連の脅威とアメリカの「ミサイル・ギャップ」劣勢を覆すため宇宙開発競争が始まり、科学教育や研究の重要性が再認識されて大きな予算と労力が割かれるなど、危機意識の中でアメリカの軍事・科学・教育が大きく再編された。スプートニク・ショックはアポロ計画、および1969年の月面着陸成功によって収束したが、冷戦の転機となった出来事であった。

## 反応

### アメリカ政府の政策変更
スプートニク・ショックはアメリカによる政策提案を、大きなものから小さなものまで連鎖的に引き出した。そのほとんどは国防総省が発議したものだった。
1. スプートニク1号成功からわずか2日で、スプートニクの軌道の計算が開始された（イリノイ大学アーバナ・シャンペーン校宇宙物理学科とデジタル・コンピュータ・ラボのドナルド・ギリーズが共同で、ILLIAC Iコンピュータを使用して行ったものである）。
2. アメリカは宇宙開発競争に突入した。1958年のアメリカ航空宇宙局（NASA）設立とマーキュリー計画の開始が含まれる。
3. 新世代の技術者を養成するため、1958年の国家防衛教育法など様々な教育計画が開始された。この中で今日もっとも記憶されている、また注目すべきものは「新数学（New Math）」というカリキュラムである。初等教育における算数教育を根本から改革し集合論や十進法以外の位取りなど抽象的な数学的構造を早い年齢から導入してアメリカ人の数学能力向上を目指したものの教育現場に混乱を起こした。
4. 科学研究に対する支援が劇的に増加した。1959年、連邦議会は米国科学財団に対し前年度より1億ドルも高い1億3,400万ドルの歳出割当承認を行った。1968年までに、米国科学財団の年間予算は約5億ドルに達した。
5. 国防総省は潜水艦発射弾道ミサイル・ポラリス計画を開始した。
6. プロジェクトマネジメントの手法が研究され精査の対象となり、より現代的なプロジェクトマネジメントや標準計画モデルが確立された。例えば、ポラリスミサイル開発のために複雑なプロジェクトを相互に関連した簡単な作業にまで分解し、その前後関係などの関連性を調べた上で作業の見積や管理を行う手法であるPERTが生み出された。
7. ジョン・F・ケネディ大統領は1960年の選挙運動で米ソの「ミサイル・ギャップ」を埋めることに触れ、1,000基のミニットマン・ミサイルをはじめ当時ソ連が保有していた以上の大陸間弾道ミサイルを配備することを決めた。また1961年5月25日、両院合同会議の席上で10年以内に人間を月に送ると声明し、アポロ計画の目標を月面着陸に変更させた。
8. チューブ・アロイズで核開発に協力したにもかかわらず、アメリカから核独占のため核情報へのアクセスを遮断され、憤激したイギリスが初の水爆実験（グラップル作戦（英語版）、1957年11月8日）に成功したのを受け、アメリカ・イギリス相互防衛協定を翌1958年7月3日に調印してイギリスの核情報へのアクセスを認めた。

またこの事件によってアメリカ国民の科学に対する興味・関心が高まり、一般人にも解りやすい内容の科学解説書のニーズが急増した。この恩恵を最も受けた人物の1人が、当時ボストン大学を辞して専業作家となったSF作家アイザック・アシモフであり、以後の著作がSFから科学解説などのノンフィクション中心へと移行する契機となった。

### 日本での反響
日本でも、人類初の人工衛星は話題を呼んだ。文部省ではアメリカと同様に1971年（昭和46年）の学習指導要領改訂で理数教育の、現代化カリキュラムのきっかけとなった。
スプートニク1号打ち上げ成功の直後、日本コロムビアはレコード「人工衛星空を飛ぶ」（作詞：丘灯至夫、作曲：古関裕而、歌：岡本敦郎）を発売した。この曲は「あこがれの郵便馬車」「高原列車は行く」「自転車旅行」と続いた『乗物シリーズ』と同じ作詞・作曲・歌手の組み合わせによって制作されたものである。
人工衛星を特集した『週刊朝日』1957年10月28日号「緊急増刊 人工衛星」は3回にわたって増刷され、90万部を発行した。
評判にあやかり、大判焼を「人工衛星饅頭」と称して発売した店もあった。当時クランクアップ直前だった東宝の特撮映画『地球防衛軍』は、スプートニク1号打ち上げ成功の報を受け、急遽、映画のラストに人工衛星の登場シーンを追加した。
米ソの軍事的パワーバランスが逆転したとの見方が広がり、翌月の毛沢東による「東風が西風を圧した」との宣言やソ連の対日工作も相まって、党内左派に押された日本社会党は反米路線を鮮明にしていった。このことが後の安保闘争の遠因の一つとされる。